# Ваганска пећина
Ваганска пећина је пећина 20 km од Шипова, у Републици Српској, БиХ. Налази се у сјевероисточном дијелу планине Виторог, изнад села Ваган, на надморској висини од 920 m. Пећина је крашког порекла изграђена од мезозичког кречњака. Дуго је служила чобанима као уточиште од временских непогода, али је посљедњих година постала интересанта због туризма. По концентрацији сталактита и сталагмита, она је једна од најзначајнијих подземних објеката у Републици Српској. До сада је истражено око 420 m пећине. Ваганска пећина је станиште ретких врста слепих мишева, а под заштитом је од 1970. године. Ова пећина је под заштитом Завода за заштиту културно историјског и природног насљеђа Републике Српске, и спада у природно добро I категорије.